# ترتیزک صخره
ترتیزک صخره (نام علمی: Arabis) نام یک سرده از خانواده شب‌بویان است.